# GBU–16 Paveway II
A GBU–16 Paveway II lézerirányítású bomba, melyet az Amerikai Egyesült Államokban terveztek és gyártanak. A lézeres irányítórendszert a meglévő, nem irányított Mk 83 és BLU–110 bombák elejére szerelik. A bomba hátsó részén a kioldás után kinyíló vezérsíkok vannak.